# Wojskowy Instytut Techniki Inżynieryjnej im. prof. Józefa Kosackiego
Wojskowy Instytut Techniki Inżynieryjnej im. prof. Józefa Kosackiego (WITI) – instytut badawczy Ministerstwa Obrony Narodowej, której siedzibą jest Wrocław.

## Historia Instytutu
Rodowód Wojskowego Instytutu Techniki Inżynieryjnej sięga roku 1927. Utworzono wówczas Biuro Badań Inżynierii Saperów, które funkcjonowało początkowo jako laboratorium techniczne. Przekształcone zostało w 1928 w Biuro Badań Technicznych Saperów, a które w latach 1928-1934 było działem Instytutu Badań Inżynierii. W latach 1934–1939 stało się samodzielną jednostką administracyjną. Jako instytucja centralna podlegało początkowo Dowódcy Saperów, a jego organem było Dowództwo Saperów Ministerstwa Spraw Wojskowych. Jednostki saperskie pod względem organizacyjnym wyposażenia do roku 1934 opierały się na typowym pojęciu „sapera pieszego” - z okresu I wojny światowej. W związku ze zmniejszeniem kredytów w latach 1933-1936, liczba prowadzonych przez Biuro Badań Technicznych Saperów prac znacznie zmalała. Od 1935 rozpoczęła się na wielką skalę reorganizacja, motoryzacja i mechanizacja armii niemieckiej i radzieckiej. W 1936 Dowództwo Saperów Ministerstwa Spraw Wojskowych przystąpiło do restrukturyzacji i przezbrojenia saperów, poczynając od przeprowadzenia prób i doświadczeń ze sprzętem. Biuro Badań Technicznych Saperów zostało wyposażone w najnowsze szwajcarskie maszyny badawcze i laboratorium chemiczne.
Później, już na obczyźnie, w Szkocji, w 1940 początkowo w obozie WP w Crawford przy Zgrupowaniu Saperów, a później przy utworzonym w 1941 roku Centrum Wyszkolenia Saperów w Dundee utworzono Biuro Badań Technicznych Saperów. Ze względu na ówczesne uwarunkowania nie odegrało ono jednak większej roli. 

Po zakończeniu II wojny światowej a specjalnie w trakcie tzw. zimnej wojny przystąpiono do przebudowy struktury organizacyjnej Wojska Polskiego i wyposażania go w nowoczesne uzbrojenie i sprzęt techniczny. Na podstawie rozkazu Ministra Obrony Narodowej z 15 października 1947 powstał Poligon Naukowo–Badawczy Wojsk Inżynieryjno–Saperskich. Była to pierwsza tego typu placówka techniczna w Wojsku Polskim, która przechodziła wiele zmian strukturalnych wynikających z coraz poważniejszych zadań zlecanych do realizacji.

Wojskowy Instytut Techniki Inżynieryjnej z siedzibą we Wrocławiu powstał na podstawie zarządzenie Nr 15 Prezesa Rady Ministrów z dnia 5.03.1976r. w drodze przekształcenia Ośrodka Badawczego Sprzętu Inżynieryjnego, który istniał i działał we Wrocławiu na terenie Wyższej Oficerskiej Szkoły Wojsk Inżynieryjnych. 
Przedmiotem działania Instytutu jest prowadzenie prac naukowo-badawczych, rozwojowych oraz wdrożeń w zakresie techniki i sprzętu wojsk inżynieryjnych 
Instytut prowadzi prace m.in. nad: sprzętem saperskim i sprzętem elektroenergetyki polowej, sprzętem inżynieryjnym i przeprawowo-mostowym, sprzętem maskującym do rozpoznania i fortyfikacji oraz urządzeniami do uzdatniania i oceny jakości wody i amunicją,
Na podstawie decyzji Nr 249/MON Ministra Obrony Narodowej z dnia 20 października 2005 roku Instytut otrzymał imię profesora Józefa Kosackiego, a nadanie odbyło się 16 grudnia we Wrocławiu.

## Dyrektorzy Instytutu
- płk rez. dr inż. Janusz Zdziarski – od 2002 do 2007
- płk rez. dr inż. Leszek Bogdan – od 2007